# Нуку Нуку
Нуку-Нуку (яп. ヌクヌク Нуку Нуку) — главная героиня аниме и манги All Purpose Cultural Cat Girl Nuku Nuku. Девушка-андроид, обладающая мозгом кошки. Во всех трёх аниме-адаптациях манги её озвучивает Мэгуми Хаясибара. В 1993 году в гран-при журнала Animage она заняла 16-е место среди женских аниме-персонажей. В 1994 году Нуку Нуку поднялась до девятого места, в 1999 году вновь заняла 16-е.

## Описание
Согласно сюжету All Purpose Cultural Cat Girl Nuku Nuku, во время побега из компании «Мисима» главный герой, Рюносукэ Нацумэ, подобрал на помойке бездомную кошку. Во время обстрела Рюносукэ и его отца Кюсаку агентами «Мисимы» кошка получила смертельное ранение. Дабы её спасти, Кюсаку перенес мозг кошки в тело разработанного им андроида. Получившаяся девушка стала Ацуко Нацумэ (яп. 夏目温子 Нацумэ Ацуко), также известной как «Нуку Нуку». Её задачей стала защита Рюносукэ от его матери, Акико Нацумэ, использующей разработки «Мисимы», чтобы отобрать у мужа своего сына. Так как в тело андроида Нуку Нуку была перенесена на Рождество, этот день в семье Нацумэ считается её днем рожденья. Если же верить воспоминаниям Нуку Нуку в ТВ сериале, Рюносукэ нашёл её в коробке с просьбой к добрым людям позаботиться о котёнке. Причины, по которым Нуку Нуку после этого стала андроидом, не уточняются. Но, как и в предыдущей аниме-адаптации манги, Нуку Нуку по прежнему сражается с продукцией «Мисимы». На этот раз потому, что та регулярно выходит из под контроля.
В обоих первых аниме-адаптациях манги Нуку Нуку всегда весела, энергична и пользуется большой популярностью среди парней, однако сама особого интереса к ним не проявляет. Так как её тело создано Кюсаку, она зовет его «папа-сан» (яп. ぱぱさん), а Акико — соответственно «мама-сан» (яп. ままさん). Будучи андроидом, она обладает огромной силой, позволяющей швыряться бревнами размером с человека или обгонять поезда на велосипеде. В одной из серий она разогналась настолько, что перенеслась в прошлое. Однако, несмотря на свои физические навыки, Нуку Нуку абсолютно не способна плавать без подручных средств. Так как в основе своей Нуку Нуку — кошка, она обожает рыбу и не может отказать себе в удовольствии погоняться за мышами. Также она способна распознать Рюносукэ, даже если он превратится в крокодила.
В All Purpose Cultural Cat Girl Nuku Nuku DASH! сюжет сильно отклонился от двух предыдущий экранизаций. Теперь Нуку Нуку стала андроидом, разработанным профессором Хигути и, соответственно, её имя изменилось на «Ацуко Хигути». Изменился также и дизайн героини — цвет её волос поменяли с розового на серебристый. Девушка с оригинальным дизайном Нуку Нуку также появляется в последних сериях, но представляется как подруга Хигути, ставшая моделью для его андроида. Однако прозвище «Нуку Нуку» было сохранено. В доме моментально влюбившегося в неё Рюносукэ она появилась под видом потерявшей память девушки, чьи родители погибли в автокатастрофе. Если в двух предыдущих экранизациях суперсила присутствовала у Нуку Нуку постоянно, то в этой, последней экранизации, добавилась боевая трансформация, пробуждающая боевые способности Нуку Нуку.

## Восприятие критикой
По рецензии ANN, в All Purpose Cultural Cat Girl Nuku Nuku Нуку Нуку завоевала множество сердец тем, что, в отличие от множества более поздних аниме, чей сюжет построен вокруг андроида-подружки, отношение Нуку Нуку к Рюносукэ — это скорее отношение старшей сестры, а не любовной рабыни. Ввиду препубертатного возраста Рюносукэ, ни он, ни Нуку Нуку не испытывают друг к другу сексуального интереса, и их взаимные чувства невинны и чисты. Как пишет рецензент сайта «THEM Anime», Нуку Нуку очаровательна, забавна и не скатывается в вульгарность. На неё приятно смотреть, независимо от того, несётся ли она по городу на сверхзвуковой скорости или гоняется за мышами в ресторане. Кроме того, её озвучивает Мэгуми Хаясибара, которая не ошибается в выборе своих ролей.
Однако в другой рецензии ANN отмечается, что, как появление Нуку Нуку в All Purpose Cultural Cat Girl Nuku Nuku DASH!, так и её последующее поселение в доме Рюносукэ выглядят надуманными. Хотя она и живёт двойной жизнью, особым очарованием или интересностью не обладает ни одна из них, а её боевой костюм, вместе с появляющимися из ниоткуда очками, выглядит целиком украденным из Bubblegum Crisis. С точки зрения рецензента, хотя некоторым зрителям, возможно, и хватит того, что Нуку Нуку привлекательна и женственна, зрители с чуть более высокими стандартами будут огорчены. Как отмечает рецензент «THEM Anime», данная экранизация взяла крайне мало от оригинальной концепции. Фактически, Нуку Нуку теперь больше похожа на Рей Аянами из «Евангелиона», чем на привычную простую и естественную девочку-кошку.